# Madonnella del Giglio
La Madonella del Giglio è una sacra rappresentazione della Madonna del Giglio, compatrona di Ischia di Castro.

## Storia
Il santuario sorge in una valle sottostante il paese. È incerta la data di costruzione, tuttavia ne risulta documentata l'esistenza nel 1478 in occasione di una visita del Vescovo di Castro. La chiesetta viene anche citata espressamente dal Benedetto Zucchi nella sua relazione sul Ducato di Castro datata 1630.
Presenta due pregevoli affreschi databili rispettivamente intorno alla metà ed alla fine del XV secolo.
Nel primo viene rappresentata la Madonna mentre allatta il bambino e tiene con la mano sinistra un giglio bianco. L'azzurro manto della Vergine spicca su uno sfondo dorato, il quadro viene innalzato da un gruppo di angioletti che venerano la protettrice del paese e l'innocente Fanciullo. Sopra la cappella vi è un affresco di scuola umbro-viterbese, che raffigura la crocefissione di Cristo, dove un angelo raccoglie in un calice, il sangue versato dalla ferita nel costato; sul sarcofago del Cristo sono ancora leggibili le prime tre cifre della data di realizzazione (148+) che lo pongono nell'ambito dell'ottavo decennio del '400.
Il grande avancorpo, con il tetto poggiante su arconi ogivali, presenta un ingresso a giorno di vaste dimensioni, tipologia architettonica questa, presente in numerose chiese- santuario del territorio viterbese a cavallo tra il XV-XVI secolo.
Il santuario situato in una fiorente vegetazione si trova in una posizione rivolta verso il Palazzo Ducale (rocca) orientamento che, secondo la tradizione, fu voluto dalla Madonna per proteggere i Signori del paese.
Questo è il motivo per cui è sorto il santuario: si racconta che un giovane pastorello mentre cercava una pecorella smarrita notò in lontananza una bellissima donna che allattava un bambino circondata da gigli bianchi, dopo avergli mostrato il luogo dove era la pecorella smarrita gli disse che dove fosse sbocciato in pieno inverno un giglio si doveva costruire un santuario in suo nome.
Dalla prima costruzione la cappella iniziale ha subito varie modifiche e ampliamenti fino ad arrivare alla costruzione di una piccola chiesetta accessibile e visibile a tutti grazie al cancello e alla inferriata decorata con gigli in ferro battuto, proveniente dalla basilica del Sacro Cuore di Roma.

## Galleria d'immagini

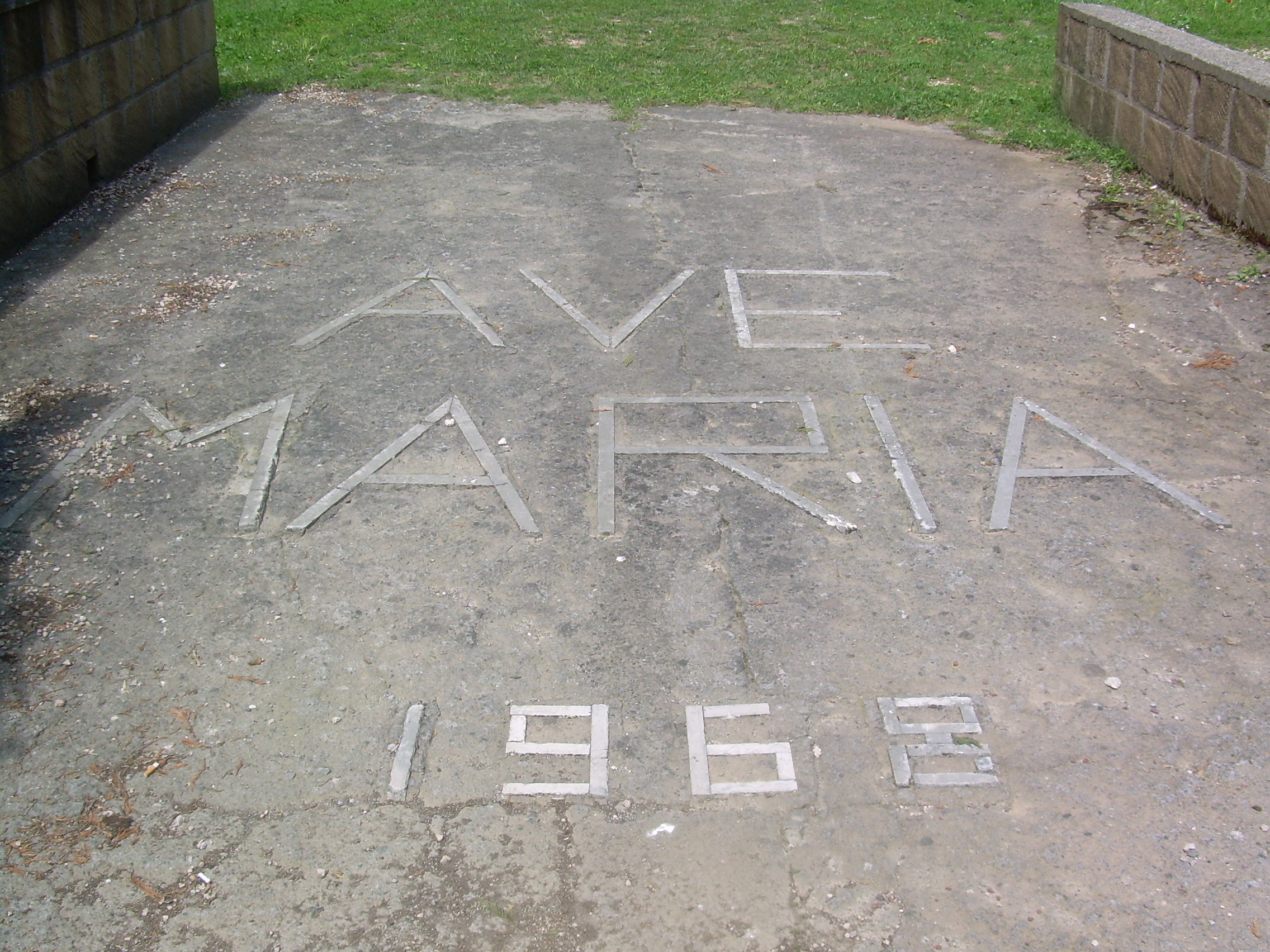
Esterno della chiesa
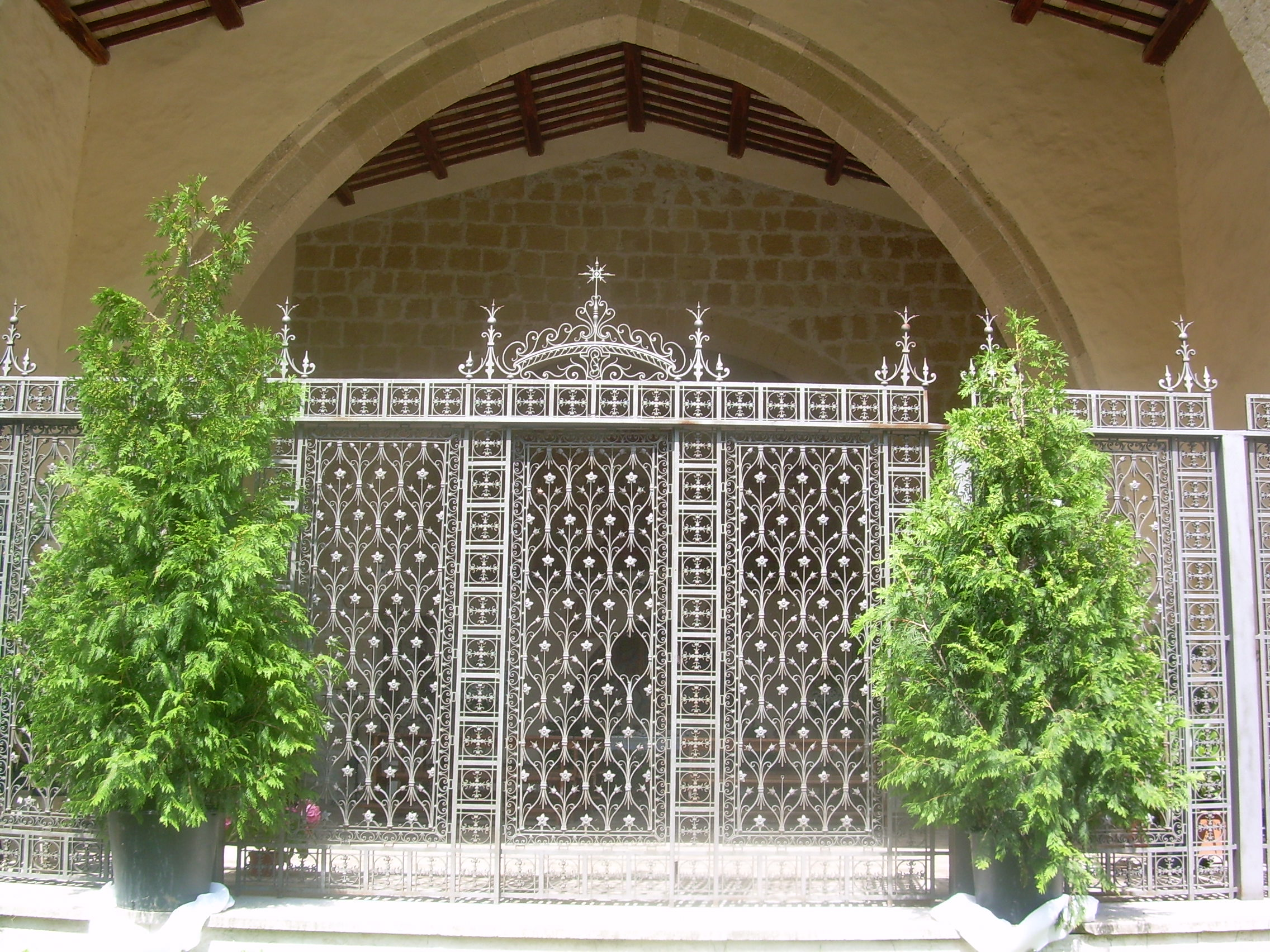
Entrata
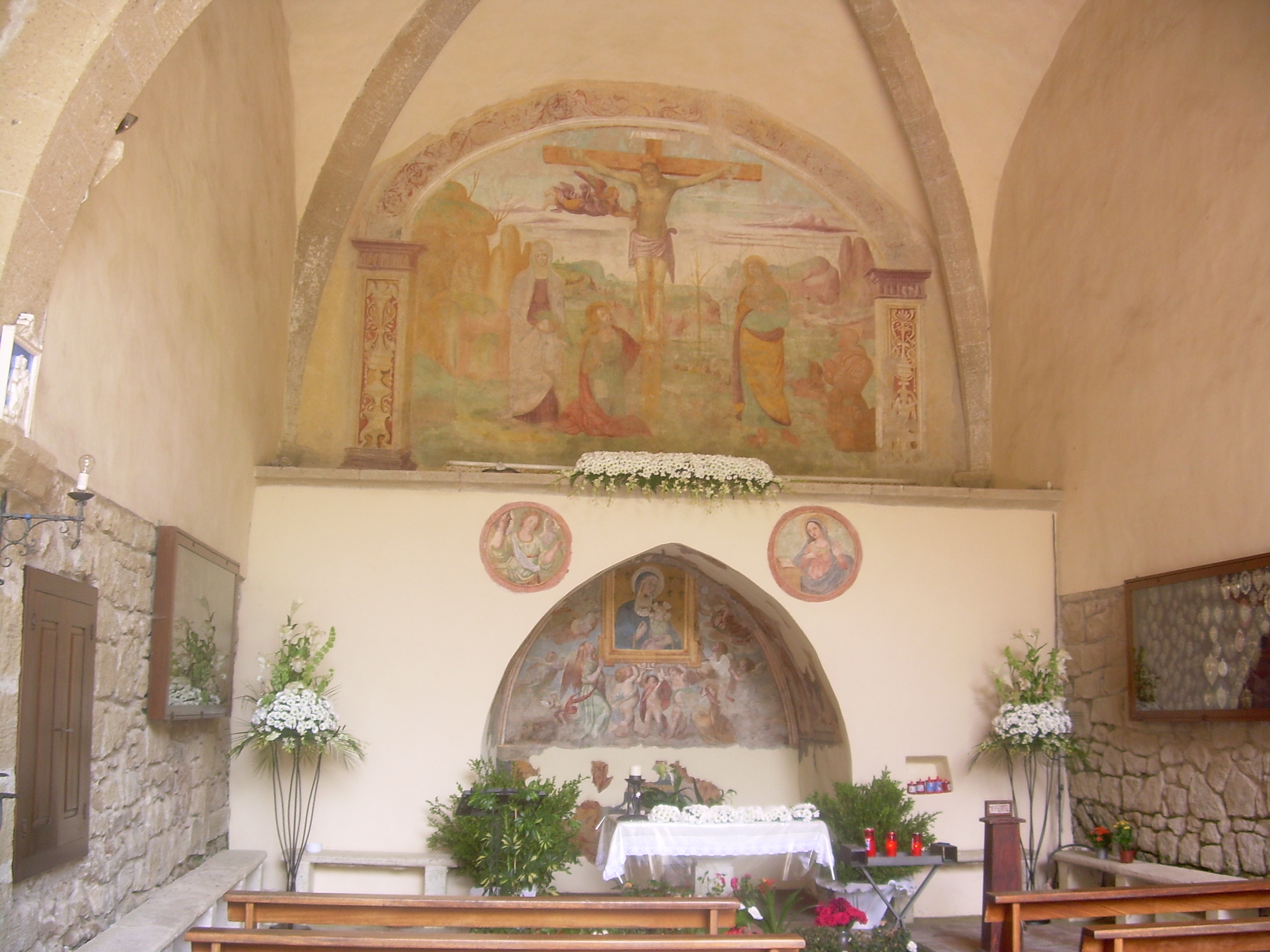
Affreschi dietro l'altare
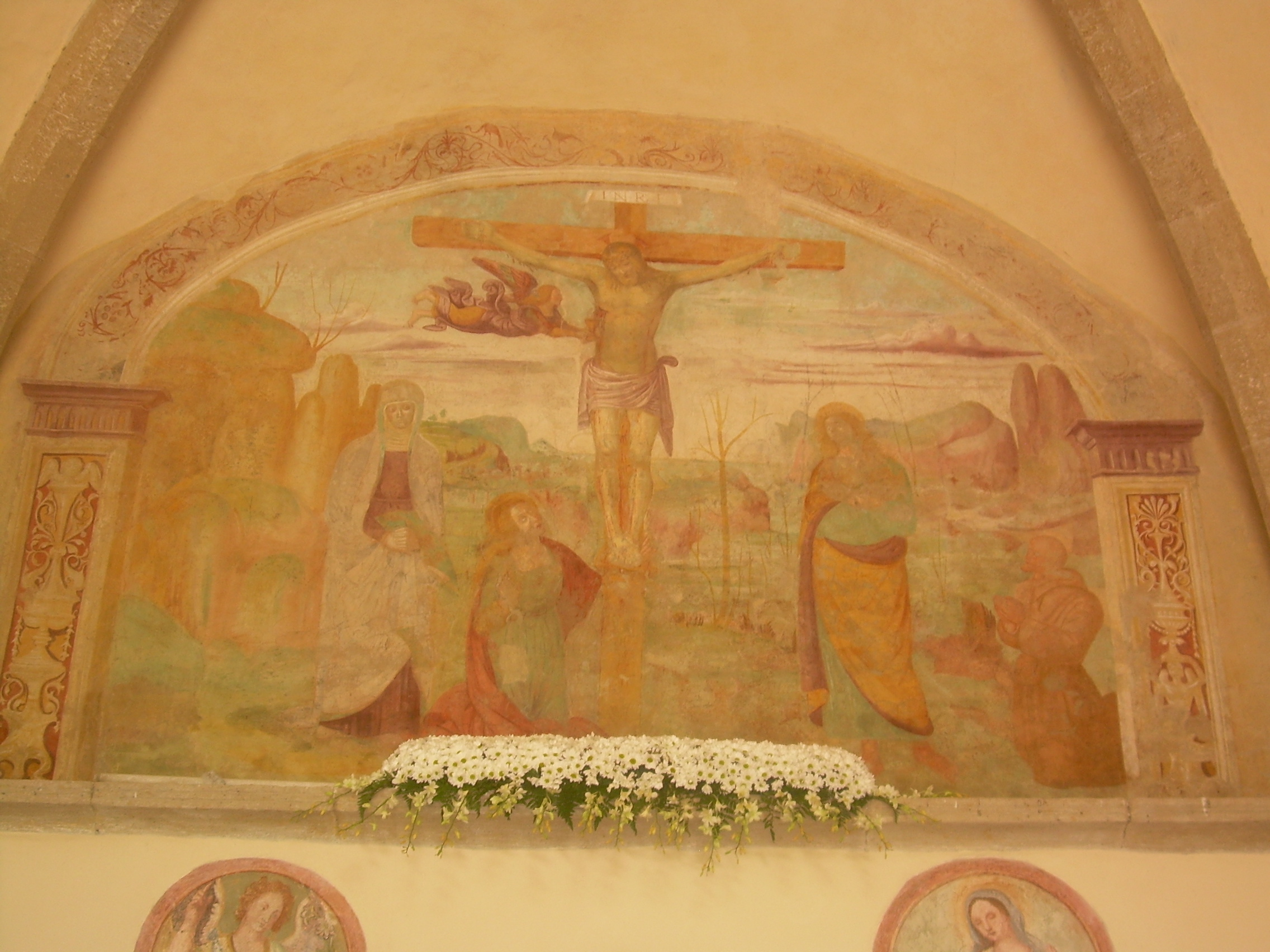
Affresco superiore
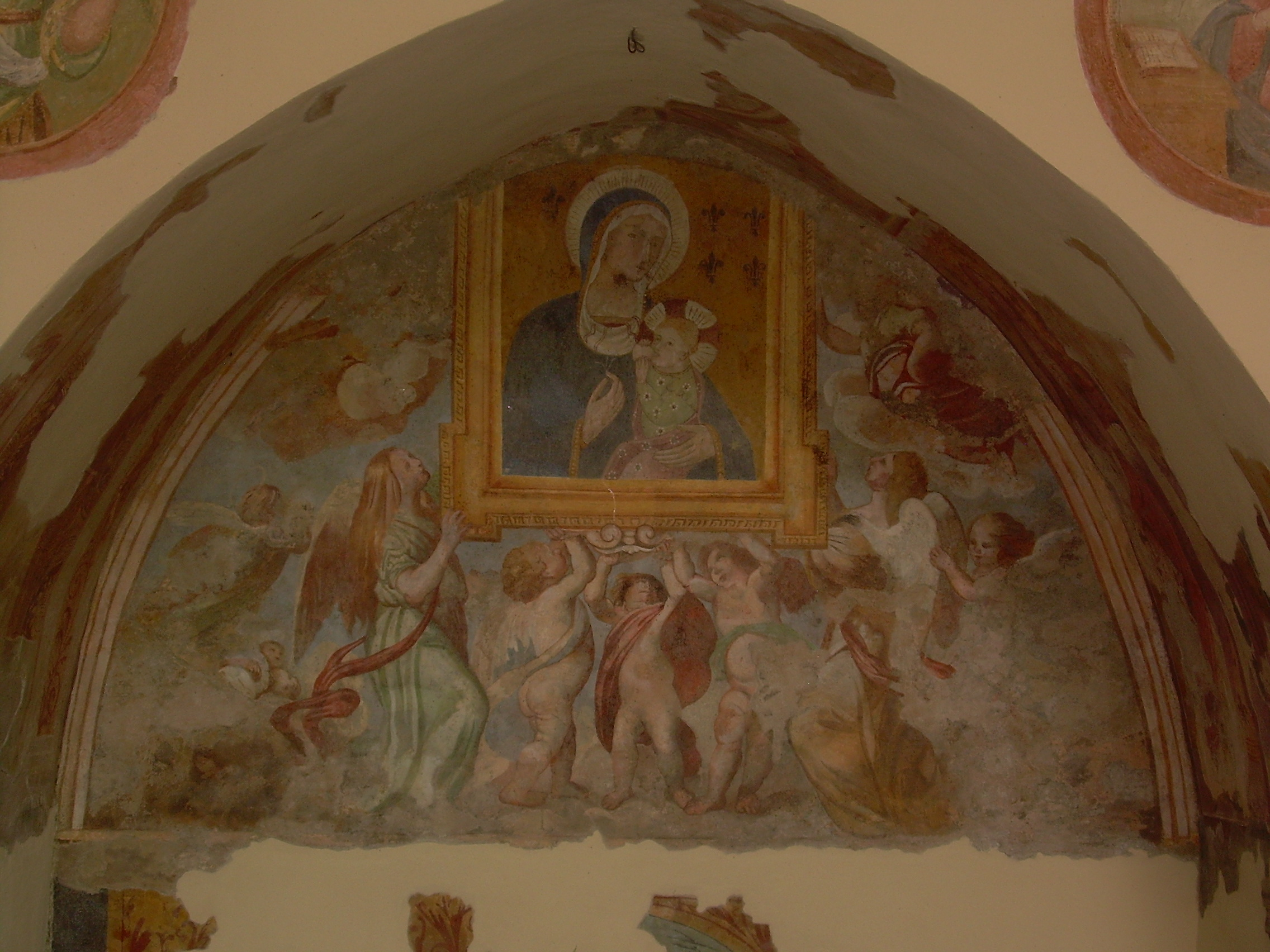
Affresco Basso
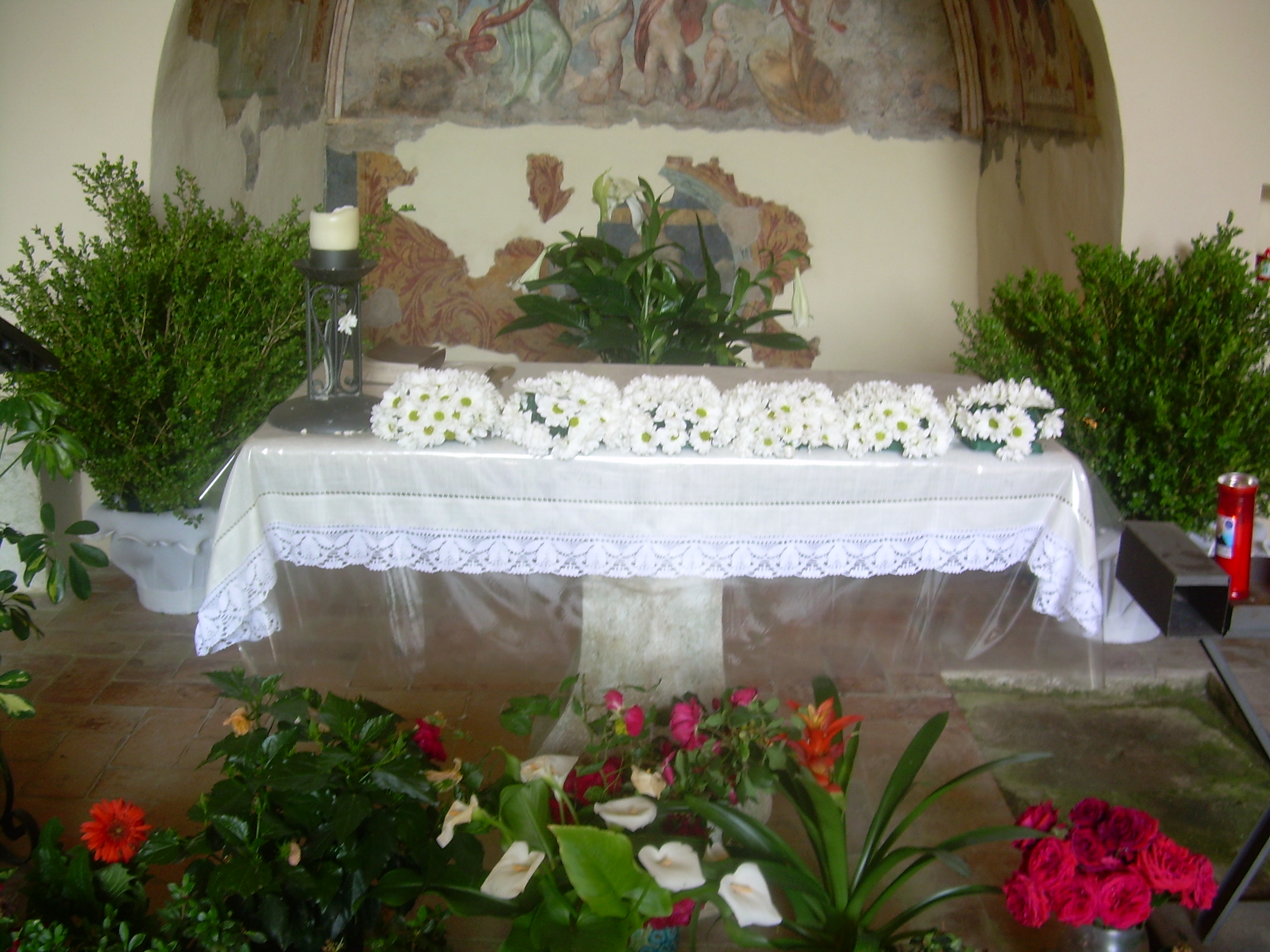
Altare
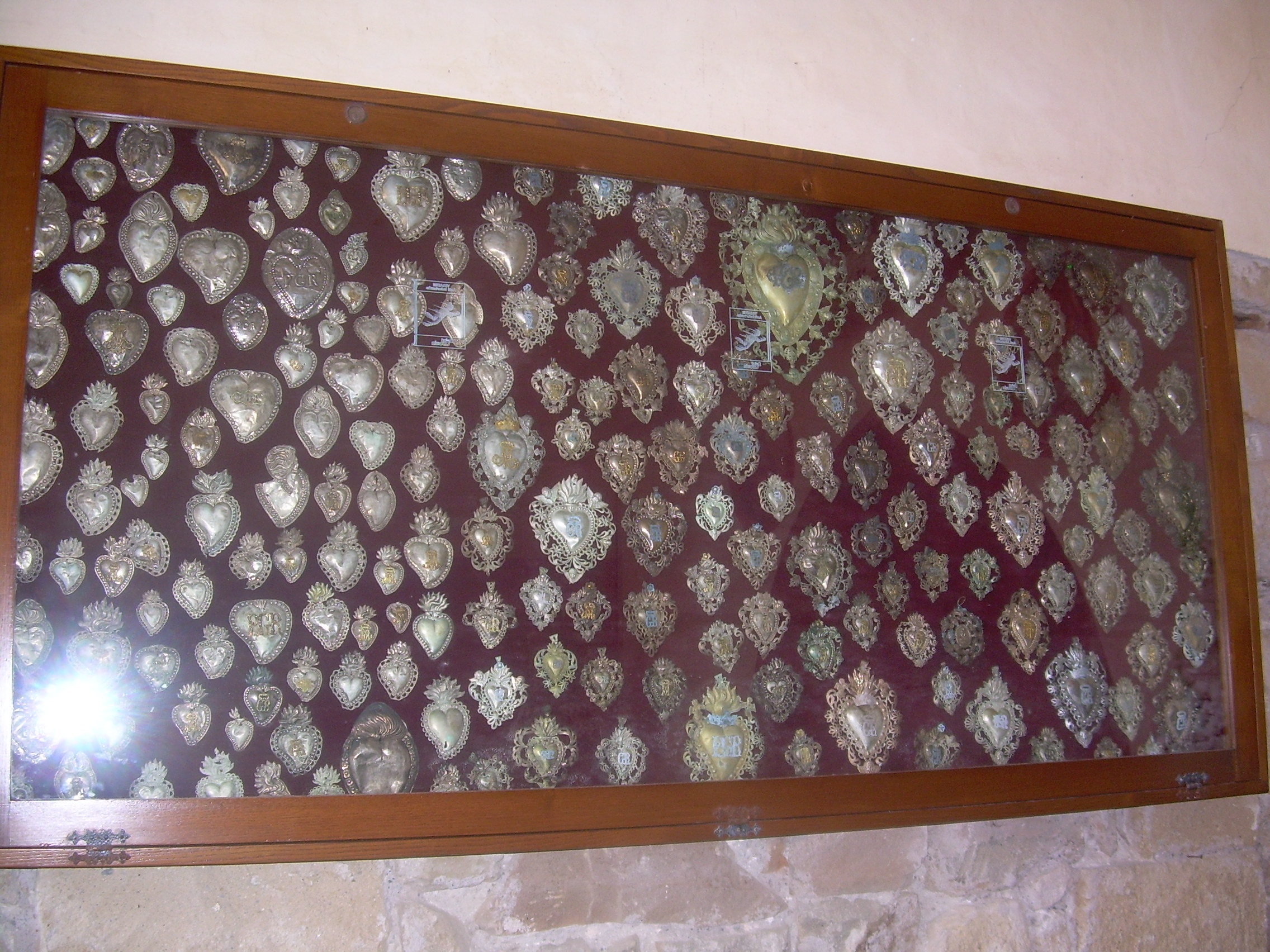
Doni
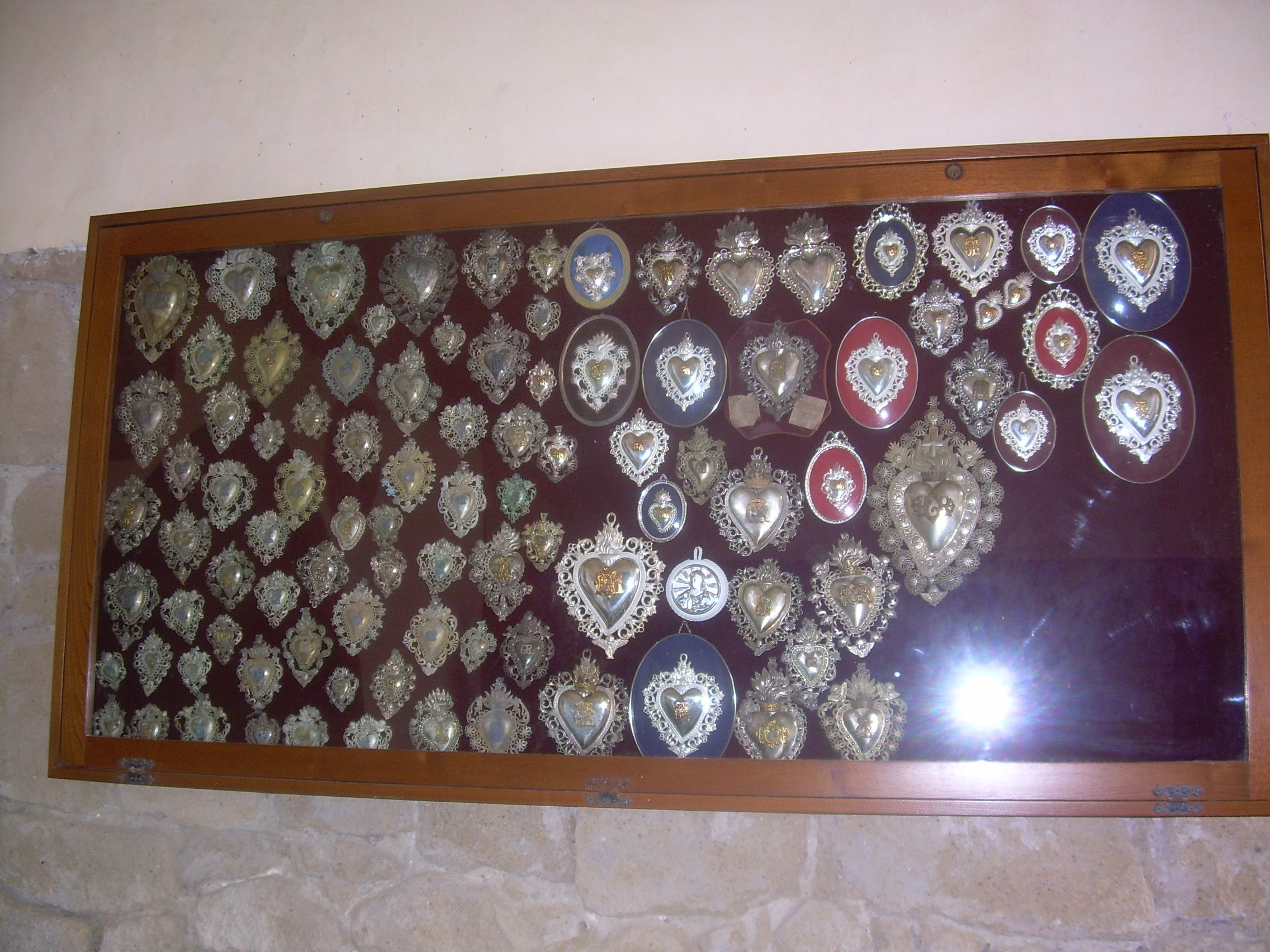
Doni 2
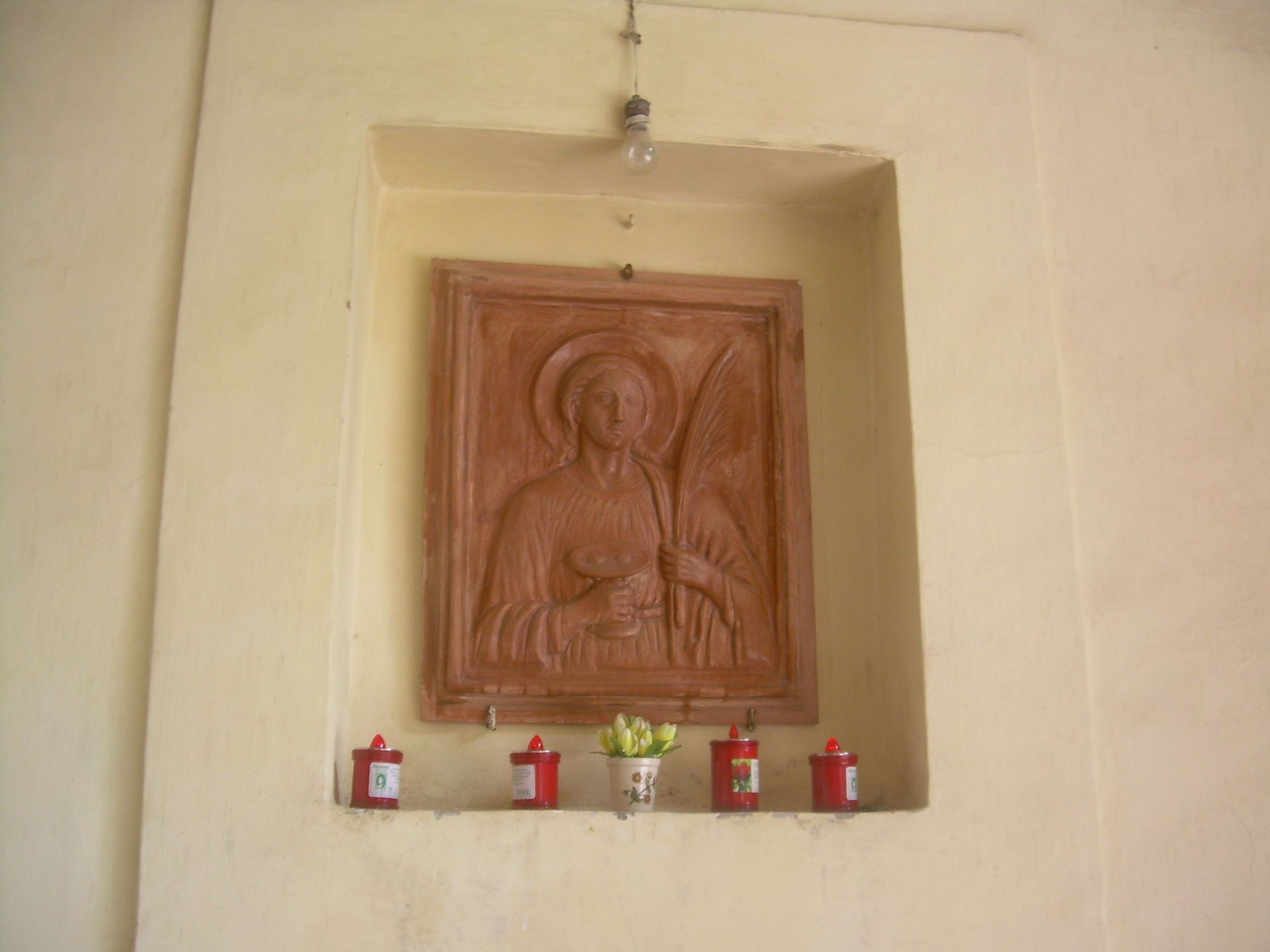
Immagine
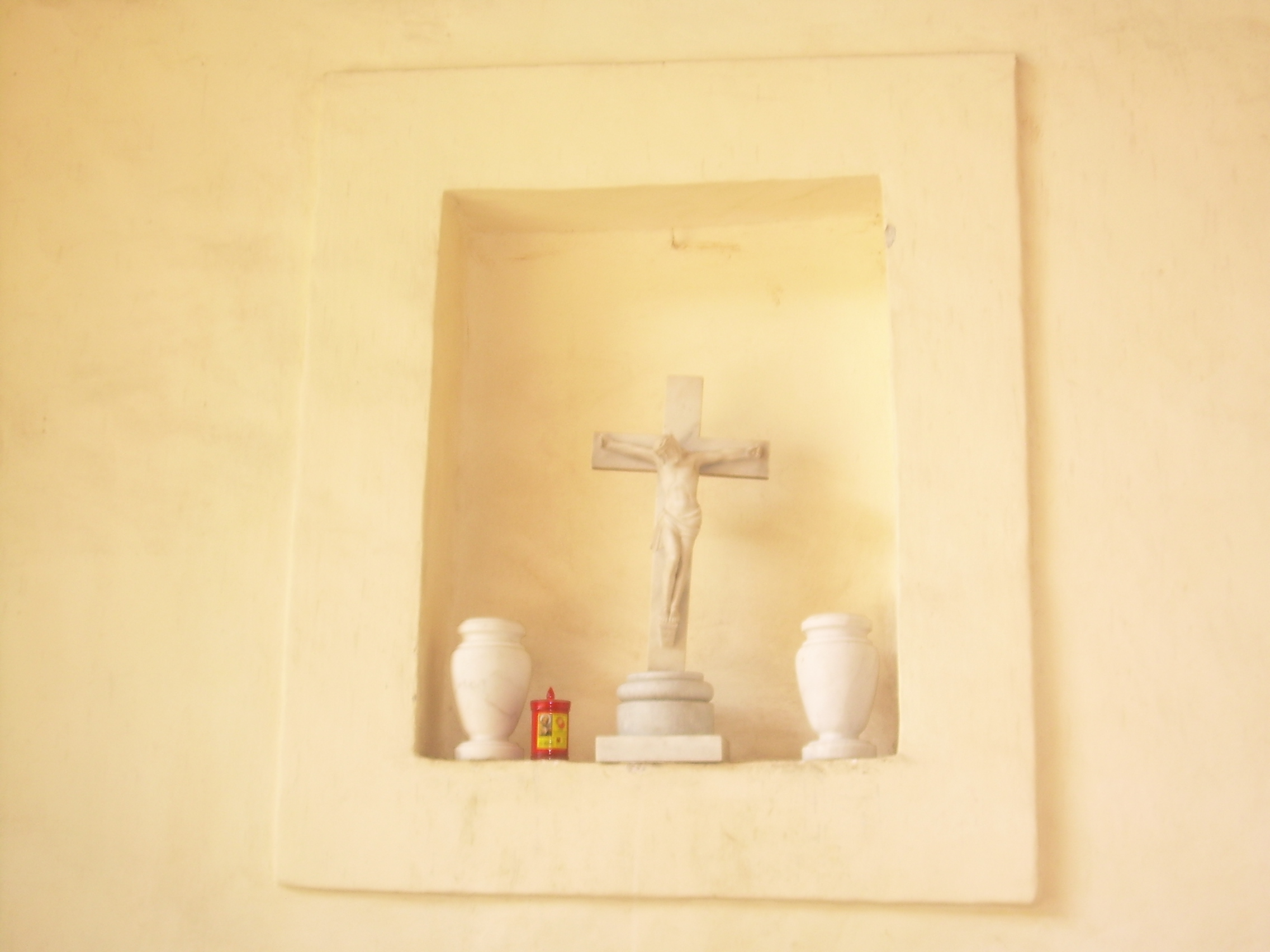
Cristo